# David Santisteban (músico)
David Santisteban Marcos (Madrid, 17 de enero de 1974) es un productor, autor, compositor, músico y cantante español residente en Valdemoro, España, donde ha sido nombrado hijo predilecto.

## Trayectoria
Premio Goya 2015 Mejor Canción Original El niño de Daniel Monzón.
Dos Premios de la Música Ediciones XII y XIII.
Nominación Grammy Latinos 2013,  Otras verdades de India Martínez.
Empezó a editar sus primeras canciones a nivel nacional e internacional, en países como Argentina, España y Venezuela con la multinacional discográfica EMI entre 1991 y 1995. Durante la década de los 2000 decidió dejar de lado su carrera como cantante e iniciar una carrera como compositor, viajando a España.
Como autor/compositor, David Santisteban ha editado más de seiscientas canciones, muchas de ellas singles, para artistas españoles como Aitana, Luis Fonsi, Vanesa Martín, David Bisbal, Malú, Pastora Soler, Antonio José, María Parrado, India Martínez, Abel Pintos, Tamara, David Bustamante, David DeMaría, Los Caños, Jean Blazer, Manuel Carrasco, Soraya Arnelas, Gisela, Sergio Rivero, Marco Mengoni, Sergio Dalma, Nuria Fergó o el reciente trabajo colaborativo para el primer disco del recién salido de Operación Triunfo 2017, Luis Cepeda, y para musicales como los de Peter Pan o Aladdín, además de trabajar en compilaciones del programa Operación Triunfo, que en su totalidad sobrepasan los ocho millones de copias vendidas, al igual que ha realizado trabajos de composición y producción para varios ganadores de La Voz, en sus distintas ediciones.
Actualmente combina trabajos de composición para artistas internacionales desde su editorial Le Goliat Publishing, S.L. en sinergia con Sony ATV, así como producciones discográficas de artistas cómo India Martínez (Sony Music), Antonio José (Universal Music), Vanesa Martín (Warner Music), María Parrado (Universal Music), María José (La Josa/ México), Ana Guerra, Zade Dirani (Jordania), Julia Medina (Universal Music) o Luis Cepeda (Universal Music).

## Discografía como cantante
- Rebelde (1992)
- Echar a volar (1993)
- Piel de cuero (1995)
- Jóvenes enamorados (1997)